# حمیر

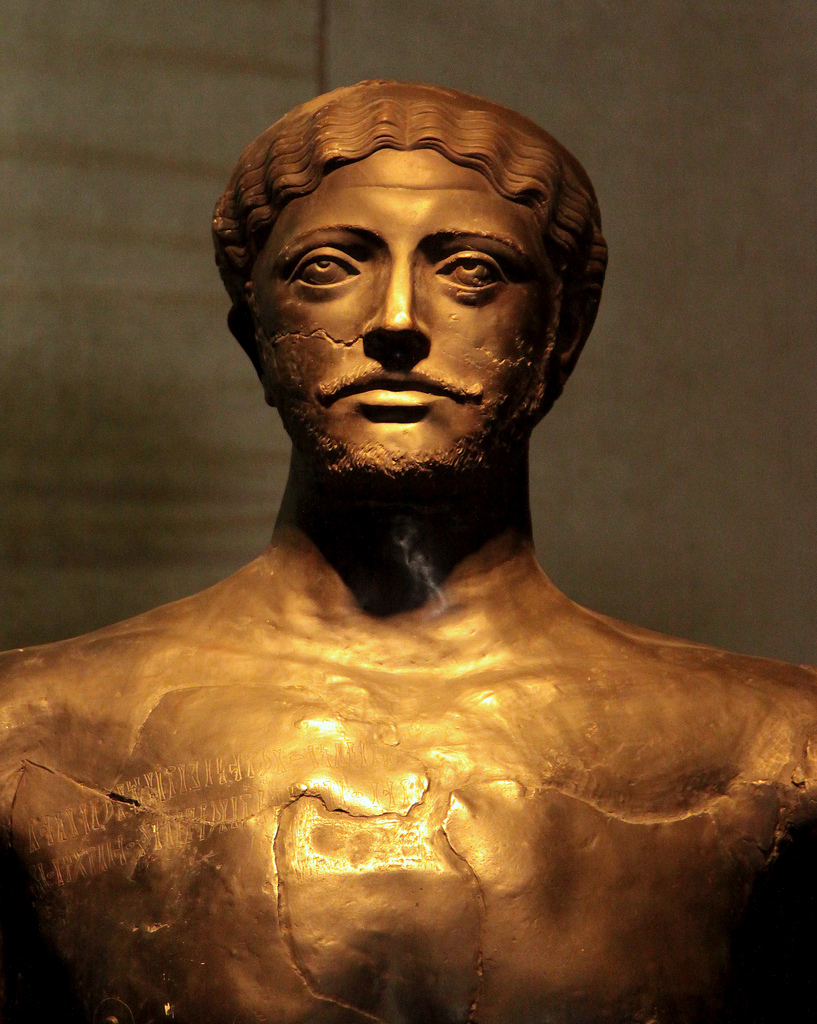
مجسمه برنزی متعلق به ذمر علی یهبر دوم، از پادشاهان حمیری سده ۴ میلادی

پادشاهی حِمیَر (دوران شکوفایی: ۱۱۰ پیش از میلاد تا ۵۲۰ میلادی) از پادشاهی‌های یمن باستان بود. پایتخت این پادشاهی نخست شهر ظَفار و سپس شهر صنعای امروزی بود. حمیریان قلمرو سبایی‌ها را که در همسایگی‌شان قرار داشتند را برای نخستین بار در حدود سال ۲۵ ق. م تسخیر کردند و پس از آن در حدود ۲۰۰ میلادی پادشاهی قَتَبان و در حدود ۳۰۰ میلادی حضرموت را تصرف کردند. پادشاهی حمیر با پادشاهی سبا رقابت و کشمکش داشت تا این‌که حمیریان سرانجام توانستند در حدود ۲۸۰ میلادی سبایی‌ها را به‌طور کامل به زانو درآورند. پادشاهی حمیر پس از آن همچنان دوام داشت تا این‌که در ۵۲۵ میلادی بر اثر حملات مسیحیان فروپاشید.
پادشاهی حمیر براساس نظر اغلب تاریخدانان به دو دورهٔ پادشاهی تقسیم می‌شود: دوره اول «ملوک سبا و ذی ریدان» (۱۱۵ ق. م تا۳۰۰ م) و دوره دوم «ملوک ذی ریدان و حضرموت و یمنت» (۳۰۰ م تا۵۲۵ م) که حمیریان در سرزمین‌های جنوبی اعراب حضور پیدا کردند.
از این رو این دو دوره را به نام‌های دولت حمیر اول و دولت حمیر دوم نامگذاری کرده‌اند (مراد از یمنت ظاهراً جنوب و مشرق حضرموت و مغرب عمان است که شامل مهره و شاید مشرق مهره نیز بوده است و این کلمه ارتباطی بالفظ یمن ندارد).

## دولت حمیر اول
بنیان‌گذار این دولت: «آل شرح بن یخضب» بوده که کاخ تاریخی «غَمَدان» را بنا نهاد و مقر حکم خود قرار داد. آثار این کاخ هنوز در یمن باقی است. عمر این دولت از سال ۱۱۵ قبل از میلاد تا سال ۳۰۰ میلادی بوده است.

## دولت حمیر دوم
بنیان‌گذار این دولت: «شِمَر یهرعش بن ناشر النعم» ازسال ۳۰۰ میلادی تا نهایت سال ۵۲۵ میلادی بوده است. تاریخدانان معتقدند که شمر بن یهرعش به پادشاه «سبا و ذی ریدان و حضرموت و یمنت» معروف بوده و به نام تُّبَع در قرآن آمده است.
در اواخر قرن دوم قبل از میلاد منازعات داخلی و تحولات شدیدی در یمن پیدا شد. از طرفی علاوه بر دولت‌های موجود، یعنی سبا و قتبان و حضرموت، چند عامل جدید در یمن ظهور می‌کنند که یکی از آن‌ها رؤسا یا امرای قلعه و قصر ریدان واقع در ظفار و دیگری قوم حمیر در غرب یمن و سومی حبشه یمن که ظاهراً در ساحل غربی یمن استقرار داشته بودند جنگ‌هایی میان این اقوام درگرفت که گاهی دسته‌بندی‌های مختلف و متناقض پیدا می‌شد یعنی گاهی سبا و حضرموت ضد ریدانیان و گاهی حمیر و حضرموت ضد سبا جنگ می‌کنند. پادشاه حبشه «جدروت» گاهی با این دسته و گاهی با آن دسته همکاری می‌کرد، داستان این تحولات و جنگ‌ها چنان‌که از کتیبه‌ها به دست می‌آید مفصل و بسیار پیچیده است.
پادشاه حبشه جدروت که باخانواده سلاطین اصلی سبا خصومت داشت با همدانی‌ها اتحاد بست ودولت همدانی سبا با اتحاد با حبشه و حضرموت ضد حمیریان و ریدانیان که برای همه حکومت‌های یمن بزرگ‌ترین خطر به حساب می‌آمدند وارد جنگ شد و عاقبت آن‌ها را مغلوب ساخت و خود را پادشاه سبا و ذوریدان نامید و در واقع سلطنت متحده سبا، ریدان و حمیر را داشت به‌طوری‌که ظاهراً ریدان و حمیر مقهور و تابع سبا نبودند بلکه این قبائل همه در دولت شرکت داشته‌اند.
کتب جغرافی‌دانان اسلامی، ریدان را قلعه و قصری در ظفار شمالی یمن «در علو یحضب» شمرده و ظفار را نیز پایتخت حمیریان می‌دانند؛ همچنین در کتابی رومی به نام «دریانوردی دریای اریتره» که مؤلفش مشخص نیست و درقرن اول میلادی تألیف شده است چنین آمده که حمیریان (هومریت) درقسمت اعظم عربستان تسلط داشتند و علاوه‌بر داخل یمن و سواحل غربی و جنوبی آن تا حدود حضرموت و ساحل شرقی آفریقا حکم می‌راندند، پادشاه آن‌ها کریبائل پادشاه مشروع حمیریان و سبائیان که در ظفار مقیم بوده است، با رومی‌ها روابطی دوستانه داشت و این کریبائل ظاهراً همان کریبائل وتر ینعم (یا یُهنم) است که پادشاه سبا و ریدان بوده و در کتیبه‌ها ذکر شده است.
بلین نویسنده رومی نیز ضمن حکایت لشکرکشی رومیان به یمن می‌گوید که حمیریان از همه طوائف یمنی بیشتر بودند. از همهٔ این قرائن می‌توان حدس زد که قلعه ریدان امرای محلی داشته، شهرت و اهمیت زیادی کسب کرده، شاید در اواخر مرکز قدرت مملکت قتبان بوده است، بعدها طایفه حمیر بدان قلعه دست یافتند و در واقع خودِ ذوریدان شده‌اند.
و چون سبا و قتبان یک مملکت شد و حمیریان بزرگ‌ترین طوائف این مملکت واحد بودند در نزد ملل دیگر چون رومی‌ها و همچنین عرب‌ها شمالی، پادشاهی حمیریان نامیده شد که ایرانیان نیز آن خطه را «هاماوران» خواندند که در واقع همان کلمه «حِمیران» است ولی خود دولت آن مملکت به خود اسم سبا و ذوریدان و به پادشاهان خود «ملوک سبا و ریدان» می‌داده است.
استرابون نویسنده یونانی نیز در ذکر حمله رومی‌ها اسم پادشاه را که در مریب (مأرب) مقیم است ایلاساروس ثبت می‌کند که قطعاً همان ایلیشرح یحضُب پادشاه سبا و ریدان در کتیبه‌ها است. اسامی ۳۷ نفر از «ملوک سبا و ذوریدان» که سلاطین دوره سوم باشند یعنی در حدود ۱۱۵ ق. م تا حدود ۳۰۰ میلادی از کتیبه‌ها به‌دست آمده است.
به تدریج نه تنها اقتدار سلطنتی از مأرب به ظفار و ریاست از سبائیان به حمیریان انتقال یافت، به حدی که تاریخدانان عرب این دولت را دولت حمیری اسم می‌دهند، بلکه در عهد این پادشاهان به مرور پایتخت هم رسماً به ظفار منتقل می‌شود.
عامل اصلی تحولاتی که در قرن دوم منجربه کم‌اهمیت شدن مأرب و سبا، تغییر اساسی در شکل دولت و تقسیم قوا و حوادث و صدمات بعدی‌ای که در اثر این موارد پیش آمدند به درستی مشخص نیست؛ ولی پنج عامل مهم که نسبت به یکدیگر بی‌ربط نبودند و باعث تغییرات اقتصادی، اجتماعی و سیاسی حمیر شدند را شرح می‌دهیم:
1. توسعه ارضی روم به سمت شرق: وقتی که حکومت روم که به‌طور منظم و با نیت گسترش قلمرو همه آسیای غربی و آفریقای شمالی و دریای سرخ و اقیانوس هند از مشرق و همه اروپا را تا اقیانوس اطلس را هدف قرار داده بود، به تدریج پیش رفت آسیای صغیر و شمال سوریه را تسخیر نمود و کم‌کم سوریه، فلسطین را کاملاً در اواسط قرن اول قبل از میلاد به تصرف درآورد، ولایات شمالی عربستان و پادشاهی نبطیان را در دائره نفوذ خود آورده و در نیمه دوم همان قرن به مصر نیز دست یافت و آن پادشاهی متمدن و پر ثروت را ضمیمه خاک خود کرد و در نتیجهٔ این فتوحات در هر دو ساحل غربی و شرقی دریای سرخ پیش رفت و مخرج عمده تجارت بخور «مصر و سوریه» را مالک گردید، سپس به خیال تصرف منبع آن تجارت نیز افتاد و حتی خواست تجارت هند را که بیشتر به‌واسطه ایران با روم به عمل می‌آمد ویا از راه عمان و هرمز به جنوب عربستان رفته و از آنجا به سوریه می‌رسید، به‌دست خود گیرد، و حتی بندری برای کشتی‌های خود در عدن و باب‌المندب تأسیس کرد. از این رو روم که قدرت روزافزون او موجب گسترش سریع سرزمینش می‌شد با عربستان و حبشه نیز همسایه شد چنان‌که از طرفی در سودان جلوتر رفته به سواحل جنوب غربی دریای سرخ نزدیک شد و از طرف دیگر به قصد تسخیر شاهراه تجارتی هند و آفریقا، از جهات شرقی و جنوبی گسترش یافت. این لشکرکشی که به سرداری الیوس کالوس دومین والی رومی مصر، به حکم قیصر آوگوست از مصر در سال ۲۴ یا ۲۵ قبل از میلاد صورت پذیرفت.
2. برقرار کردن راه دریائی دریای سرخ و کشتی‌رانی مستقیم در آن دریا.
3. توسعه ارضی حبشه به سمت شرق:  انتشار آیین نصرانی در حبشه توسط مبلغین رومی و ازدیاد روابط دو حکومت در نتیجه آن و تمایل حکومت‌های عربی به ایران در مقابل آن و کشمکش‌های دائمی سیاسی ایران و روم در یمن برشدت این مناقشه و طمع حبشه به یمن به پشتیبانی روم افزود و مخصوصاً کمک کشتی‌های روم در عبور قشون حبشه از دریا به یمن در موقع جنگ عامل مهمی بود.
4. انحطاط و ویرانی سد مأرب.
5. ترقی حمیریان و به وجود آمدن «ملوک سبا و ذوریدان و حضرموت و یمنت».

از حدود سال ۳۰۰ بعد از میلاد تا انقراض حکومت‌های یمن در دست حبشه در ۵۲۵ میلادی و سپس دور تسلط ایران بر یمن دو دوره دیگر از تاریخ این منطقه وسیع «یمنت، حضرموت، عمانات» است که با آغاز اسلام پیش می‌آید. در نیمه اول قرن چهارم یا حتی از اواخر قرن سوم دولت اکسون (حبشه آفریقا) ممالک یمن را به تصرف خود درآورده و مدتی در دست داشتند ولی بعدها ملوک یمنی همان سلسله سابق قوتی گرفته و حبشی‌ها را از عربستان بیرون راندند و در اوائل نیمه دوم قرن چهارم میلادی باز هم یمن در قلمرو پادشاهان مزبور که نزد تاریخدانان به ملوک حمیر یا تُبَع و جمع آن «تَبابعَه» معروفند درآمد که اسم ۹ پادشاه متوالی از این طبقه با تاریخ سلطنت آن‌ها و ظاهراً یک پادشاه از غیر آن سلسله از کتیبه‌ها به دست آمده است که اولین آن‌ها ملکیکرب یُهیمن و آخرین آن‌ها «ذونواس» بود. ذونواس پیرو دیانت یهودی شد و مسیحیان یمن در اخدود نجران را سوزاند که داستان آن در قرآن به نام «اصحاب اخدود» ذکر شده است. دایره اقتدار دولت یمن در این دوره بسط زیادی گرفته و برحسب بعضی قرائن از یثرب یامدینه تا اقیانوس هند و از سواحل جنوبی دریای سرخ تا سواحل عمان و جزیره هرمز تحت نفوذ آن دولت بود.
طبق روایات عربی یکی از پادشاهان حمیری (ظاهراً ابوکریب اسعد کتیبه‌ها و اسعد کامل روایات عرب) در حدود اواخر قرن چهارم میلادی به یثرب (مدینه) رفته و از آنجا علمای یهودی را برای تعلیم دین یهودی به یمن آورد و نظر به کتاب‌های تاریخی رومی، قیصر روم سخصی به نام تئوفیل را برای تبلیغ مسیحیت به عربستان و حبشه فرستاد و وی از پادشاه یمن اجازه تأسیس سه کلیسا در ظفار و عدن و هرمز گرفت. گویا به جهت حسن روابط که بین دولت‌های یمن و ایران بوده این گسترش نفوذ یمن در مشرق منافات و اصطکاکی بانفوذ و قدرت ایران نداشته چه همان‌طور که حبشه، روم را حامی بزرگ خود می‌شمرد، سلاطین عربستان نیز نظر به ایران داشتند و در هرحال ایران را دولت بزرگ دوست خود می‌شمردند.
در کتیبه‌ای که از پادشاه سوم شرحبیل یعفور به‌دست آمده علاوه برلقب دراز سابق‌الذکر یعنی «پادشاه سبا و ریدان و حضرموت و یمن» عبارت «و عربهای آن‌ها درجبال و تهامه» اضافه شده و ظاهراً اولین دفعه ذکر اسم عرب در اینجا پیش می‌آید که گویا به معنی اعراب بدوی است و نیز در این کتیبه از شکست سد مأرب در سال ۴۴۹ و ۴۵۰ میلادی و تعمیر آن سخن می‌رود. دنباله این سلاطین یمن بعد از کشته شدن «ذونواس» و تسلط حبشه به یمن به کلی قطع نشد و از ذوجدن و پس از او «ذُویَزَن» گاهی سخن می‌رود و ظاهراً «سیف بن ذی یزن» که عاقبت به کمک پادشاه ایران انوشیروان حبشی‌ها را از یمن اخراج کرد از اخلاف همین خانواده بوده است. ممالک یمن (یمن، عمانات، حضرموت) نزدیک پنجاه سال در دست حبشی‌ها ماند و سمیفع و اریاط و بعد ابرهه اشرم و پسرش یکسوم و بعد برادر وی مسروق بن ابرهه در آنجا سلطنت داشتند که از هر حیث جز عنوان تحت‌الحمایگی یا تابعیت پادشاه حبشه آفریقا مستقل بودند. حوزه نفوذ و قلمرو دولت یمن در دوره ملوک حمیر اخیر و حبشی‌ها تا جنوبی‌ترین قلمرو غسانیان و ملوک حیره می‌رسید و در واقع جنوب حجاز و شاید تا مدینه اِسماً تابع آن‌ها بوده اگرچه در عمل جز تعیین رؤسای قبیله معدی و قبیله کنده نقش مستقیم زیادی نداشته‌اند.